# Francisco Javier Peral
Francisco Javier Peral, detto Javito (Moraleja, 4 novembre 1983), è un ex calciatore spagnolo, di ruolo attaccante.